# Herold Jansson
Carl August Herold Jansson (Kopenhagen, 13 november 1899 - Frederiksberg, 23 april 1965) was een Deens turner en schoonspringer. 
Jansson won als turner de gouden medaille in de landenwedstrijd vrij systeem tijdens de Olympische Zomerspelen 1920. Op dezelfde spelen eindigde Jansson als zesde in het schoonspringen bij het onderdeel hoogduiken.

## Resultaten

### Schoonspringen op de Olympische Zomerspelen
| Jaar | Plaats    | Resultaten                      |
| ---- | --------- | ------------------------------- |
| 1920 | Antwerpen | 6e bij het hoogduiken           |
| 1924 | Parijs    | kwalificatie bij het hoogduiken |

### Turnen op de Olympische Zomerspelen
| Jaar | Plaats    | Resultaten                         |
| ---- | --------- | ---------------------------------- |
| 1920 | Antwerpen | in de landenwedstrijd vrij systeem |